# Luckenwalder Straße 5

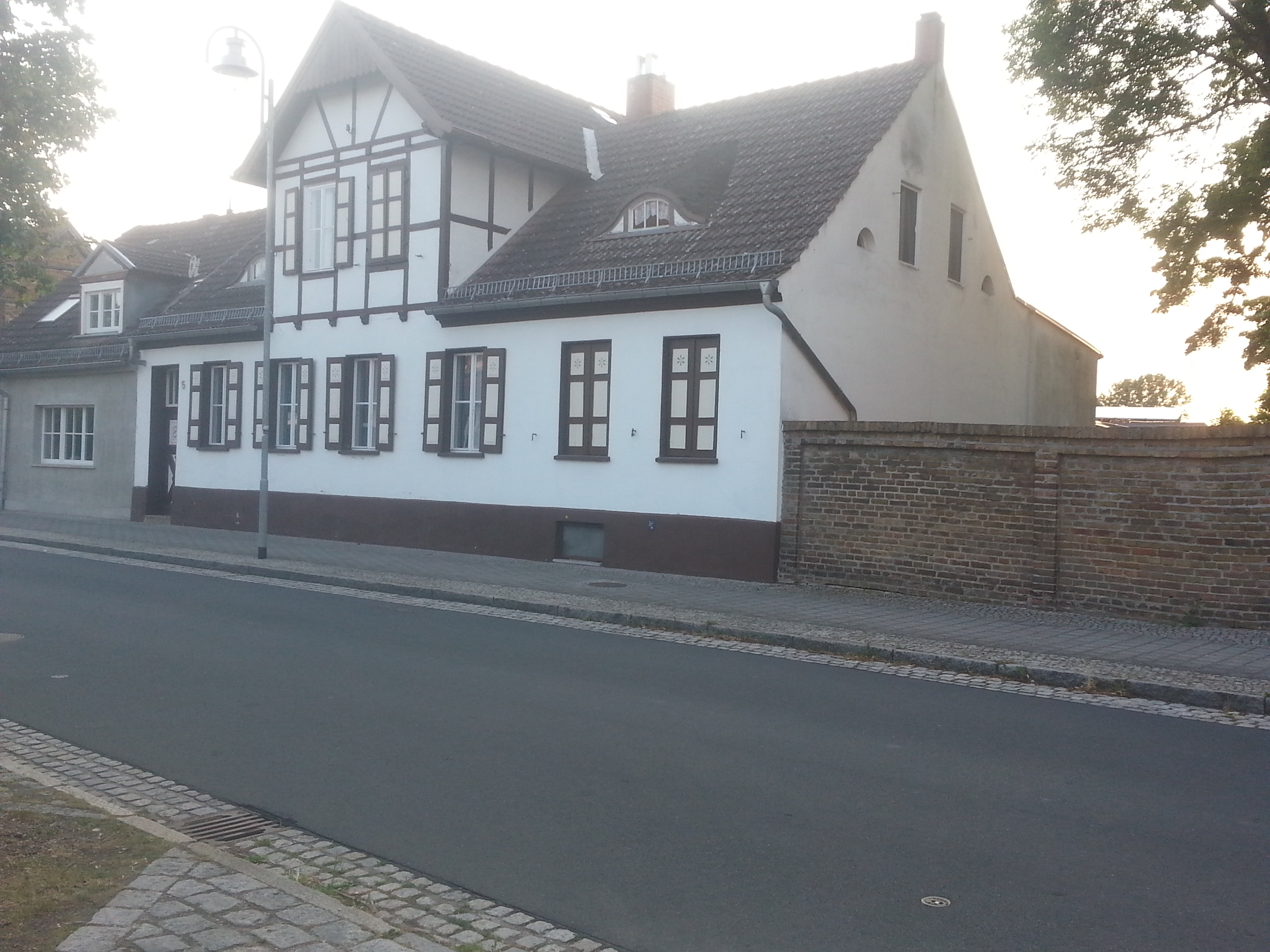
Luckenwalder Straße 5

Das Gebäude Luckenwalder Straße 5 ist ein Baudenkmal in der Stadt Trebbin im Landkreis Teltow-Fläming im Land Brandenburg.

## Architektur und Geschichte
Das zwischen 1801 und 1820 errichtete Wohnhaus befindet sich nahe der Stadtkirche und dem Baudenkmal in der Luckenwalder Straße 2.
Es ist massiv errichtet und hat eine verputzte Fassade. Das eingeschossige Gebäude ist in sieben Achsen gegliedert und hat ein Satteldach. Der Sockel besteht aus gemauerten Feldsteinen. Zwischen 1923 und 1926 erfolgte ein Umbau.